# Tekokota
Tekokota egy apró, lakatlan atoll a Dél-Csendes-óceánon. A terület politikailag Francia Polinéziához tartozik. Tekokota a Tuamotu-szigetek egyik alcsoportjának, a Hikueru szigetcsoportnak a része. A Hikueru szigetcsoport a Tuamotu szigetcsoport központi részén található. A Hikueru szigetcsoport másik négy tagja Marokau, Ravahere, Hikueru és Reitoru. A szigetcsoport legészakibb szigete Tekokata és egyben a legkisebb. Tőle délre az első sziget Hikueru 22km-re. Hikueru délnyugati szomszédja Reitoru 42km-re, délkeletre pedig Marokau (46km) és Makatea (55km). Marokau és Ravahere egy külön álló apró szigetcsoportot képez, mely a Két csoport-szigetek nevet viseli. Tekokota Tahititől 740km-re fekszik keletre.
Az ovális alakú atoll 5 km hosszú és legnagyobb szélessége 3,5 km. Sekény lagúnájának területe 5,1 km².

## Története
Tekokota atollt legelőször James Cook hajós kapitány fedezte fel a nyugat számára 1773. augusztus 11-én. Ekkor adta neki a Doubtful Island (Kétes-sziget) elnevezést. Pár hónappal később José de Andía spanyol kapitány a "La del Peligro" (A veszélyes) nevet adta a szigetnek. Pár nappal később a szintén spanyol Domingo de Boenechea pillantotta meg Tekokota szigetét az Aguila fedélzetén. Ő az atollnak a "Los Mártires" nevet adta.
A 19. században Hikueru francia gyarmat lett.
Az 1903-as trópusi ciklon hatalmas károkat okozott a szigeteken.
Az atoll lakatlan, de időszakosan koprát gyűjtögetnek rajta.

## Közigazgatás
Közigazgatásilag Tekokota atoll Hikueru települési önkormányzathoz tartozik Marokau, Ravahere, Hikueru és Reitoru szigetekkel együtt.

## További információ
- Atoll lista (franciául) Archiválva 2007. február 28-i dátummal a Wayback Machine-ben